# Elmer P. Wheaton
Elmer P. Wheaton (15 de agosto de 1909-28 de diciembre de 1997) fue un ejecutivo e ingeniero aeroespacial y naval estadounidense. Fue vicepresidente corporativo de ingeniería en Douglas Aircraft Company y vicepresidente de investigación y desarrollo en Lockheed Missiles and Space Company, una división de Lockheed Corporation. Fue miembro de la Academia Nacional de Ingeniería.

## Biografía

### Primeros años y educación
Wheaton nació en Elyria, Ohio, el 15 de agosto de 1909, el primer hijo de Harry y Lizzie Nicholl Wheaton. Su familia se mudó a Redlands, California, cuando él tenía tres años. Estuvo enfermo gran parte de su infancia, pero insistió en ganar dinero como repartidor de periódicos. En la escuela secundaria, disfrutó de las clases de física.
Para la universidad, Wheaton se matriculó en Pomona College en Claremont, California, donde se especializó en física, descubrió la ingeniería naval en el Laboratorio Marino de la universidad en Laguna Beach y fue asesorado por Roland Tileston.

### Carrera profesional
Después de graduarse en 1933, en medio de la Gran Depresión, Wheaton se casó y trabajó en grabaciones de sonido para Columbia Pictures. Al año siguiente, se unió a Douglas Aircraft Company como insonorizador en el avión Douglas DC-2. Se abrió camino en la escalera corporativa, y finalmente se convirtió en vicepresidente corporativo de ingeniería, la función principal de ingeniería de la empresa, en 1961.
En 1962, Wheaton se convirtió en vicepresidente de investigación y desarrollo de Lockheed Missiles and Space Company, una división de Lockheed Corporation y el desarrollador del misil Polaris. Más tarde, sus empleados lo recordaron como un jefe solidario pero duro: les hizo aprender a bucear para que tuvieran respeto por el mar.

### Vida posterior y muerte
Wheaton se retiró de Lockheed en 1974. Sin embargo, continuó brindando consultoría en Lockheed y Marine Development Associates, donde fue asociado y director. Murió el 28 de diciembre de 1997.

### Vida personal
Wheaton era un ávido jinete. Episcopal, era profundamente espiritual. Tuvo dos hijos con su esposa, Martha (de soltera Davis).

## Reconocimientos
Wheaton recibió numerosos premios por su trabajo y fue elegido miembro de la Academia Nacional de Ingeniería en 1967.